# África Oriental

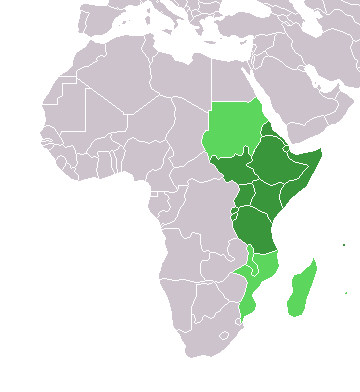
África Oriental (sub-região estatística da ONU)
Comunidade da África Oriental
Federação da Rodésia e Niassalândia (extinta)
Outros países por vezes considerados nesta região

A África Oriental é a parte da África banhada pelo Oceano Índico e inclui, não só os países costeiros e insulares, Comores, Djibuti, Eritreia, Etiópia, Quénia, Seicheles, Moçambique, Somália e Tanzânia, mas também alguns do interior, como Burundi, Ruanda e Uganda, além de Zimbabué, Zâmbia e Maláui, herdeiros independentes da antiga Federação da Rodésia e Niassalândia, representados no mapa com verde-claro riscado de escuro, são igualmente incluídos nesta definição de sub-região estatística da ONU.
Por vezes, Sudão (a verde claro no mapa) são também considerado parte da África Oriental. Além disso, Madagáscar e países da África Austral, são também considerados parte da África Oriental.

## Organizações regionais
Estes países estão associados em várias organizações:
- no Mercado Comum da África Oriental e Austral (COMESA - Common Market of Eastern and Southern Africa),
- na Comunidade para o Desenvolvimento da África Austral (SADC é a sigla do nome da organização em língua inglesa: Southern Africa Development Community),
- na Comunidade da África Oriental (EAC - East African Community) uma união política, social e económica com uma história que remonta à colonização e que agrupa três estados: Quénia, Tanzânia e Uganda.

## História da África Oriental
A divisão da África em regiões não se baseia apenas em critérios geográficos, mas também históricos e políticos. É necessário conhecer a história da África para compreender esta região, a África Oriental, tão diversificada e rica em culturas, povos, paisagens naturais e línguas.
Do ponto de vista histórico-geográfico, todos os actuais países africanos que são banhados pelo Oceano Índico – desde a Somália à África do Sul – partilham uma longa história de contactos entre si e povos de outros continentes, principalmente da Ásia, com os quais tiveram relações desde os primeiros tempos da história.
No entanto, essa história de contactos não se limita aos povos que viviam nas regiões costeiras de África, uma vez que era no interior do continente que se encontrava a maior parte dos recursos que faziam parte dum alargado comércio: primeiro, o ouro, depois o marfim e, finalmente, os escravos. Por isso, a “região” incluiu sempre, não só os países costeiros, mas também países como a fértil Etiópia, o rico Zimbabué e o imenso Congo.
Com a colonização europeia da África, a África Oriental passou a ser administrada fundamentalmente pelo governo britânico. Mas com bolsas de dominação para os países que participaram na Conferência de Berlim 1885 – Portugal reteve Moçambique (África Oriental Portuguesa), a Alemanha o Tanganica, e a Bélgica o Congo Belga (hoje República Democrática do Congo), o Ruanda e o Burundi, depois da derrota da Alemanha na Primeira Guerra Mundial.
No entanto, mesmo o poderoso Império Britânico precisava de subdividir o seu domínio para melhor o administrar. Uma dessas subdivisões foi a “East Africa High Commission”, que integrava as colónias do Quénia e Uganda; mais tarde, com a derrota da Alemanha na Primeira Grande Guerra, o Tanganica foi também incorporado. Esta subdivisão histórica deu origem à Comunidade da África Oriental, que teve uma história complexa, depois das independências, mas foi recentemente reabilitada pelos três países como uma organização de integração sub-regional.
Para os Estados Unidos, e principalmente para os afro-americanos, a África Oriental é percebida como o conjunto dos países e povos que falam kiSwahili, novamente incluindo não apenas os três países da Comunidade da África Oriental mas também o Ruanda, o Burundi, o leste do Congo e o norte do Malauí e de Moçambique).